# Dursey Island
Dursey Island är en ö som ligger vid den sydvästra toppen av Bearahalvön i den västra delen av grevskapet Cork på Irland. Ön är separerad från fastlandet via en liten springa vatten som kallas Durseysundet.
Dursey Island är populär bland fågelskådare.